# Sista bussen (film)
Sista bussen är en svensk kortfilm som sändes i SVT första gången i januari 2005, och därefter har repriserats ett antal gånger. Inspelad i Göteborg 2004. 

## Rollista
- Erik Lundin – Thomas Mossberg
- Lars Väringer – Leif Karlsson
- Anna Söderling – Sonya
- Hanna Ullerstam – Josefin
- Robert Bolin – Roland
- Joakim Pullkkinen – Jon